# Пизанский собор (1409)

Великий западный раскол накануне Пизанского собора. Признавали власть Авиньона — красным, Рима — синим

Пизанский собор 1409 года — непризнанный вселенский собор католической церкви, на котором была предпринята попытка прекратить многолетний церковный раскол путём одновременного отречения пап Бенедикта XIII и Григория XII. Однако, вместо того, чтобы закончить раскол, собор избрал третьего папу — Александра V.

## Предыстория
С 1378 года католическая церковь была расколота на сторонников авиньонского и римского пап. Ещё при начале раскола французский король Карл V советовал кардиналам, собравшимся в Ананьи и Фонди для смещения Урбана VI, собрать вселенский собор для воссоединения церкви; этот же совет он повторил и на смертном одре в 1380 году. Этот призыв был поддержан несколькими поместными соборами, городами Гент и Флоренция, университетами в Оксфорде и Париже, и наиболее известными теологами того времени, например, Генрихом фон Лангенштейном («Epistola pacis», 1379, «Epistola concilii pacis», 1381), Конрадом фон Гельнхаузеном («Epistola Concordiæ», 1380), Жаном Жерсоном («Sermo coram Anglicis»), и, в особенности, учителем последнего, Пьером д’Альи, архиепископом Камбре, который писал о самом себе: «A principio schismatis materiam concilii generalis primus … instanter prosequi non timui» («Apologia Concilii Pisani»).
Наконец, в 1408 году кардиналы католической церкви, раздражённые как малодушием и непотизмом римского папы Григория XII, так и упрямством и злонамеренностью авиньонского папы Бенедикта XIII, и ободрённые этими многочисленными мнениями, решили прибегнуть к последнему средству — созыву собора. Четыре члена авиньонской коллегии кардиналов отправились в Ливорно, где вели беседы с несколькими представителями римской коллегии, а вскоре к беседам присоединились и остальные члены коллегий. Собравшись вместе, кардиналы наполнились решимостью восстановить единство церкви и не приставать ни к одному из двух соперничающих пап. 2 и 5 июля 1408 года они обратились к князьям и прелатам с приглашением прибыть на вселенский собор в Пизе 25 марта 1409 года. Стремясь препятствовать их намерению, Бенедикт созвал собор в Перпиньяне, а Григорий — в Аквилее, но эти начинания не имели никакого успеха, поскольку всё своё внимание, волнение и надежды католический мир направлял на намеченный собор в Пизе. Университеты Парижа, Оксфорда, Кёльна, также как многие прелаты и большинство известных теологов открыто одобряли действия взбунтовавшихся кардиналов. Князья, напротив, разделились в своих мнениях, но большинство из них более не полагались на добрую волю соперничающих пап и были полны решимости действовать без них, вопреки им и, если понадобится, против них.

## Заседания собора

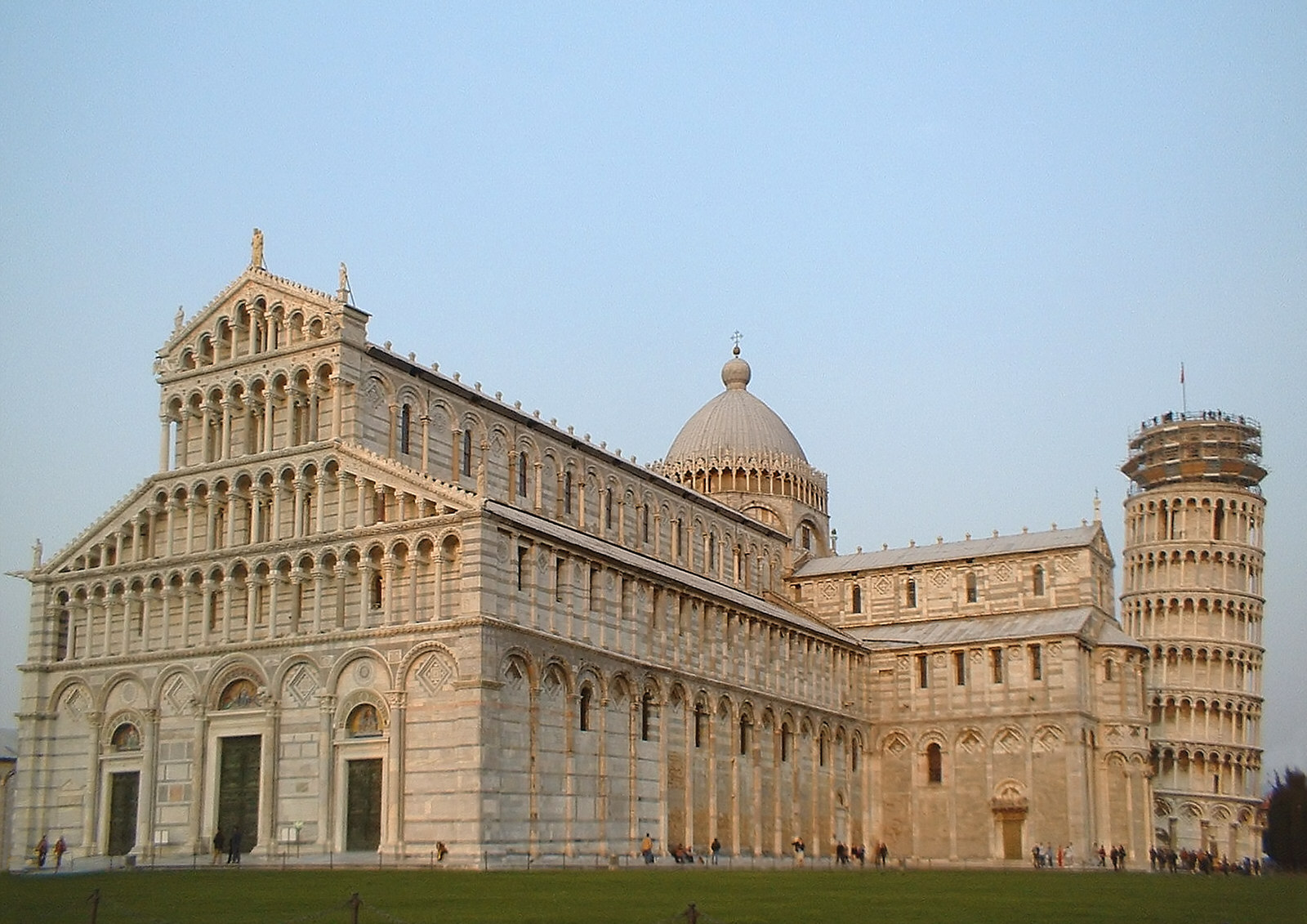
Пизанский собор на закате

В праздник благовещения четыре патриарха, 22 кардинала и 80 епископов собрались в кафедральном соборе Пизы под председательством кардинала Ги де Малезека, епископа Палестрины. В соборе участвовали также представители 100 епископов, 87 аббатов и их уполномоченных, 41 приор и генерал религиозных орденов, 300 докторов теологии и канонического права. Венчали собрание представители всех католических королевств. Немедленно начались положенные процедуры. Два кардинала-диакона, два епископа и два нотариуса подошли к дверям собора, открыли их и громким голосом, на латинском языке, просили явиться двух соперничающих понтификов. Никто не ответил. На вопрос «назначен ли кто-нибудь, чтобы представлять их?» ответом также было молчание. Тогда делегаты вернулись на свои места и потребовали объявить Григория и Бенедикта виновными в неповиновении. Эта церемония повторялась ежедневно в течение трёх дней и в течение мая были заслушаны свидетельства против двух ответчиков, но формальное признание их виновными состоялось только на четвёртом заседании собора.
Чтобы защищать Григория, 15 апреля по поручению Рупрехта, короля Германии, в Пизу прибыло германское посольство, враждебное намерениям соединившихся кардиналов. Йоханн, архиепископ Риги, выступил с несколькими речами перед собравшимися, но в целом германские делегаты вызвали враждебное к себе отношение и вынуждены были бежать из города. Карло Малатеста, князь Римини, по-другому подошёл к защите Григория, выступая как сочинитель, оратор, политик и рыцарь, но и он не добился успеха. Бенедикт отказался прибыть на собор лично, а его делегаты приехали очень поздно (14 июня) и их притязания вызвали протесты и смех собравшихся. Народ Пизы угрожал им и оскорблял их — канцлер Арагона был выслушан с неудовольствием, архиепископ Таррагоны опрометчиво грозил войной. Наконец, устрашённые, посланники Бенедикта, а среди них Бонифаций Ферре, приор Гранд-Шартрёз, тайно покинули город и вернулись к своему властелину.
Вопреки общему предубеждению, французские делегаты не преобладали ни в числе, ни во влиянии. Единодушие делегатов особенно ясно проявилось в июне, во время пятнадцатого общего заседания (5 июня 1409). После завершения формальностей, требуемых для осуждения Педро де Луна и Анджело Корраро, отцы собора вынесли приговор, не имевший до тех пор прецедентов в истории церкви. Все были взволнованы, когда патриарх Александрии Симон де Крамо провозгласил в благородном собрании: «Бенедикт XIII и Григорий XII признаны раскольниками, сторонниками и деятелями раскола, известными еретиками, виновными в лжесвидетельстве и клятвопреступлении, открыто позорящими вселенскую церковь. Вследствие этого, оба объявляются недостойными Святого Престола и ipso facto лишаются их функций и почестей, и изгоняются из церкви. С этого момента каждому из них запрещается считать себя папой, все их действия и назначения объявляются недействительными. Святой Престол объявляется вакантным, и верующие освобождаются от их клятв».
Это резкое осуждение было встречено громкими аплодисментами, все запели Te Deum, на следующий день, день праздника Тела Христова, была назначена торжественная процессия. Все делегаты поставили свои подписи под постановлением, и, казалось, расколу пришёл конец. 15 июня кардиналы собрались в архиепископском дворце Пизы, чтобы выбрать нового папу. Конклав продолжался одиннадцать дней — несколько внешних помех вызвали задержку. Внутри конклава были интриги за избрание французского папы, но благодаря влиянию энергичного и изобретательного кардинала Косса, 26 июня 1409 года голоса были единодушно поданы в пользу кардинала Питера Филарги, который принял имя папы Александра V. Новый папа объявил о своём избрании всем христианским монархам, и получил от них выражения почтения к самому себе и к позиции церкви. Он председательствовал на последних четырёх заседаниях собора, подтвердил все распоряжения, отданные кардиналами после их отказа подчиняться антипапам, объединил две священные коллегии и, наконец, объявил, что он будет энергично проводить реформы.

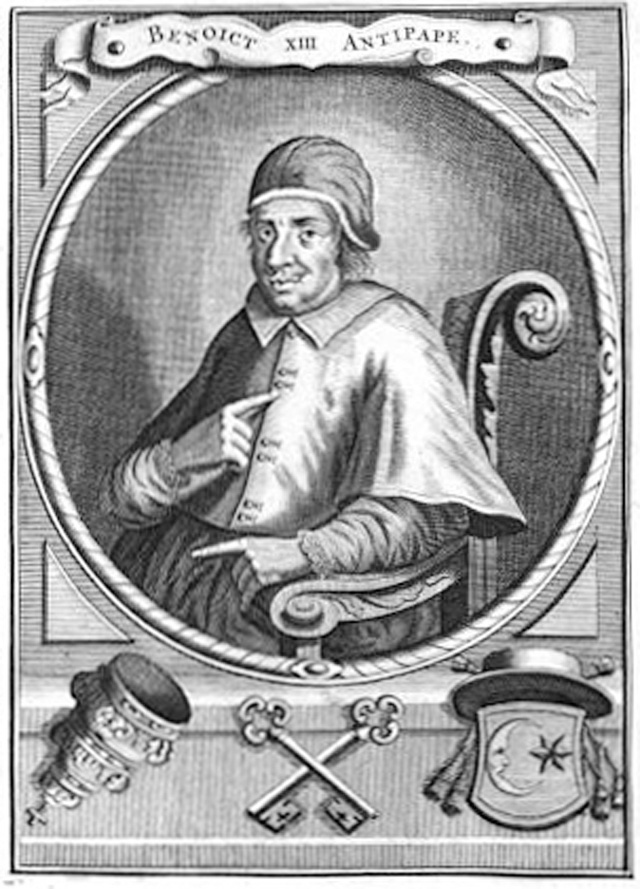
Бенедикт XIII, авиньонский папа
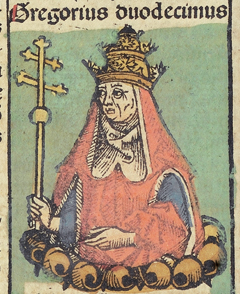
Григорий XII, римский папа
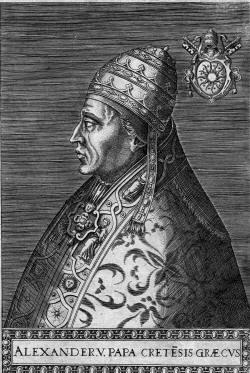
Александр V, первый пизанский папа
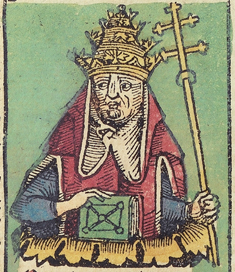
Иоанн XXIII, второй пизанский папа

## Критика собора
Кардиналы считали своим безусловным правом собрать вселенский собор, чтобы положить конец расколу. Обоснованием этому служил принцип «Salus populi suprema lex esto», то есть безопасность и единство церкви отменяют любые нормы законодательства. Поведение обоих соперников, казалось, оправдывало созыв собора. Было общее ощущение, что раскол не кончится, пока эти два упрямца главенствовали в противоборствующих партиях. Не было общепризнанного главы церкви, который мог бы созвать вселенский собор, поэтому Святой Престол приходилось считать вакантным. Нужно было выбрать признанного всеми главу церкви. Знаменитые университеты поддерживали выводы кардиналов.
Вместе с тем, существовало мнение, что ставящие под сомнение Григория и Бенедикта должны были ставить под сомнение и назначенных ими кардиналов. А если источник власти кардиналов был ненадёжен, то не было уверенности и в их праве созывать общецерковные собрания и выбирать папу. С какой стати стал бы выбранный ими Александр V претендовать на признание всего христианского мира? Были и страхи того, что кто-нибудь мог бы воспользоваться этим временным средством, чтобы провозгласить примат коллегии кардиналов и собора над папой, чтобы узаконить какой-нибудь будущий собор, как это уже случилось при Филиппе IV. Позиции церкви стали даже более шаткими. Вместо двух глав у неё были теперь три блуждающих папы, преследуемые и изгнанные из своих столиц. Всё же, поскольку Александр не был избран в противовес общепризнанному понтифику, и его избрание не было направлено на раскол, его позиции были лучше, чем позиции авиньонских пап Климента VII и Бенедикта XIII. На деле пизанский папа был признан большинством церкви, в том числе Францией, Англией, Португалией, Богемией, Пруссией, несколькими государствами Германии и Италии, графством Венессен; в то же время, Неаполь, Польша, Бавария и часть Германии продолжали подчиняться Григорию, а Испания и Шотландия — Бенедикту.
Пизанский собор многими осуждался. Неистовый сторонник Бенедикта, Бонифаций Ферре, назвал его «сборищем демонов». Теодор Ури, поддерживавший Григория, высказал сомнения в благих намерениях собравшихся в Пизе. Святой Антонин, Каэтан, Хуан де Торквемада и Одорико Райнальди сомневались в авторитете собора. С другой стороны, галликанская школа либо одобряла его, либо находила для него извиняющие обстоятельства. Александр Наталис утверждает, что собор уничтожил раскол, насколько только смог. Боссюэ говорит: «Если схизма, разрушавшая Церковь Господню, не была окончательно уничтожена в Пизе, то в любом случае ей там был нанесён смертельный удар, который был довершён собором в Констанце». Протестанты (например, Грегоровиус) безоговорочно поддерживают Пизанский собор 1409 года, видя в нём «первый шаг к раскрепощению мира» и приветствуют его как зарю Реформации. Беллармин говорил, что это собрание было вселенским собором, который не был ни признан, ни осуждён. Собор стал источником всех церковно-исторических событий, которые состоялись с 1409 по 1414 годы, и открыл дорогу для Констанцского собора.

## Список кардиналов, участвовавших в соборе
В избрании антипапы Александра V участвовали 24 кардинала, включая 14 кардиналов из римской коллегии и 10 кардиналов из авиньонской.

### Кардиналы из римской коллегии
- Энрико Минутоли (назначен 18 декабря 1389) — кардинал-епископ Фраскати, декан Коллегии кардиналов, архипресвитер базилики Санта-Мария-Маджоре, камерленго Священной Коллегии Кардиналов;
- Антонио Каэтани (27 февраля 1402) — кардинал-епископ Палестрины, великий пенитенциарий, архипресвитер Латеранской Базилики;
- Анджело Д’Анна де Соммарива (17 декабря 1384) — кардинал-священник базилики Санта-Пуденциана, кардинал-протопресвитер Священной коллегии кардиналов;
- it:Corrado Caraccioli (12 июня 1405) — кардинал-священник Сан-Кризогоно; епископ Милето;
- en:Francesco Uguccione (12 июня 1405) — кардинал-священник Санти-Куаттро-Коронати, архиепископ Бордо;
- Джордано Орсини (12 июня 1405) — кардинал-священник Сан-Мартино-аи-Монти, архиепископ Пизы;
- Giovanni Migliorati (12 июня 1405) — кардинал-священник Санта-Кроче-ин-Джерусалемме, архиепископ Равенны;
- Пётр Филарг (12 июня 1405) — кардинал-священник Санти-Апостоли, архиепископ Милана;
- it:Antonio Calvi (12 июня 1405) — кардинал-священник Базилики Святой Пракседы, архипресвитер Собора Святого Петра;
- it:Landolfo Maramaldo (21 декабря 1381) — кардинал-дьякон Сан-Никола-ин-Карчере, кардинал-протодьякон Священной коллегии кардиналов, папский легат в Перудже;
- en:Rinaldo Brancaccio (17 декабря 1384) — кардинал-дьякон Санти-Вито-Модесто-э-Крешенция;
- Бальтазар Косса (27 февраля 1402) — кардинал-дьякон Сант-Эустакьо, папский легат в Болонье и Романье;
- Оддоне Колонна (12 июня 1405) — кардинал-дьякон Сан-Джорджо-ин-Велабро, епископ Урбино;
- it:Pietro Stefaneschi (12 июня 1405) — кардинал-дьякон Сант-Анджело-ин-Пескерия.

### Кардиналы из авиньонской коллегии
- Ги де Малезек (назначен 20 декабря 1375) — кардинал-епископ Палестрины, Декан Священной коллегии кардиналов;
- fr:Niccolò Brancaccio (18 декабря 1378) — кардинал-епископ Альбано;
- Жан Алларме де Броньи (12 июля 1385) — кардинал-епископ Остии и Веллетри, вице-канцлер Римско-католической церкви;
- Pierre Girard (17 октября 1390) — кардинал-епископ Фраскати, великий пенитенциарий;
- fr:Pierre de Thury (12 июля 1385) — кардинал-священник Санта-Сусанна, кардинал-протопресвитер Священной коллегии кардиналов;
- es:Pedro Fernández de Frías (23 января 1394) — кардинал-священник Базилики святой Пракседы;
- Амедео ди Салуццо (23 декабря 1383) — кардинал-священник Санта-Мария-Нуова, кардинал-протодьякон и Камерленго Священной Коллегии Кардиналов;
- fr:Pierre Blavi (24 декабря 1395) — кардинал-дьякон Сант-Анджело-ин-Пескерия
- Людовик Бар (21 декабря 1397) — кардинал-дьякон Сант-Агата-деи-Готи, епископ Лангра;
- fr:Antoine de Challant (9 мая 1404) — кардинал-дьякон Санта-Мария-ин-Виа-Лата, епископ Тарантеза.